# لوكا-ميلان تساندر
لوكا-ميلان تساندر (بالألمانية: Luca Zander)‏ هو لاعب كرة قدم ألماني في مركز الدفاع، ولد في 9 أغسطس 1995 في Weyhe ‏ في ألمانيا. لعب مع فيردر بريمن ونادي سانت باولي.

## وصلات خارجية
- لوكا-ميلان تساندر على موقع قاعدة بيانات كرة القدم.إي يو (الإنجليزية)
- لوكا-ميلان تساندر على موقع Soccerway.com (الإنجليزية)
- لوكا-ميلان تساندر على موقع عالم كرة القدم.نت (الإنجليزية)
- لوكا-ميلان تساندر على موقع AS.com (الإسبانية)